# Нехемія Доннеллан

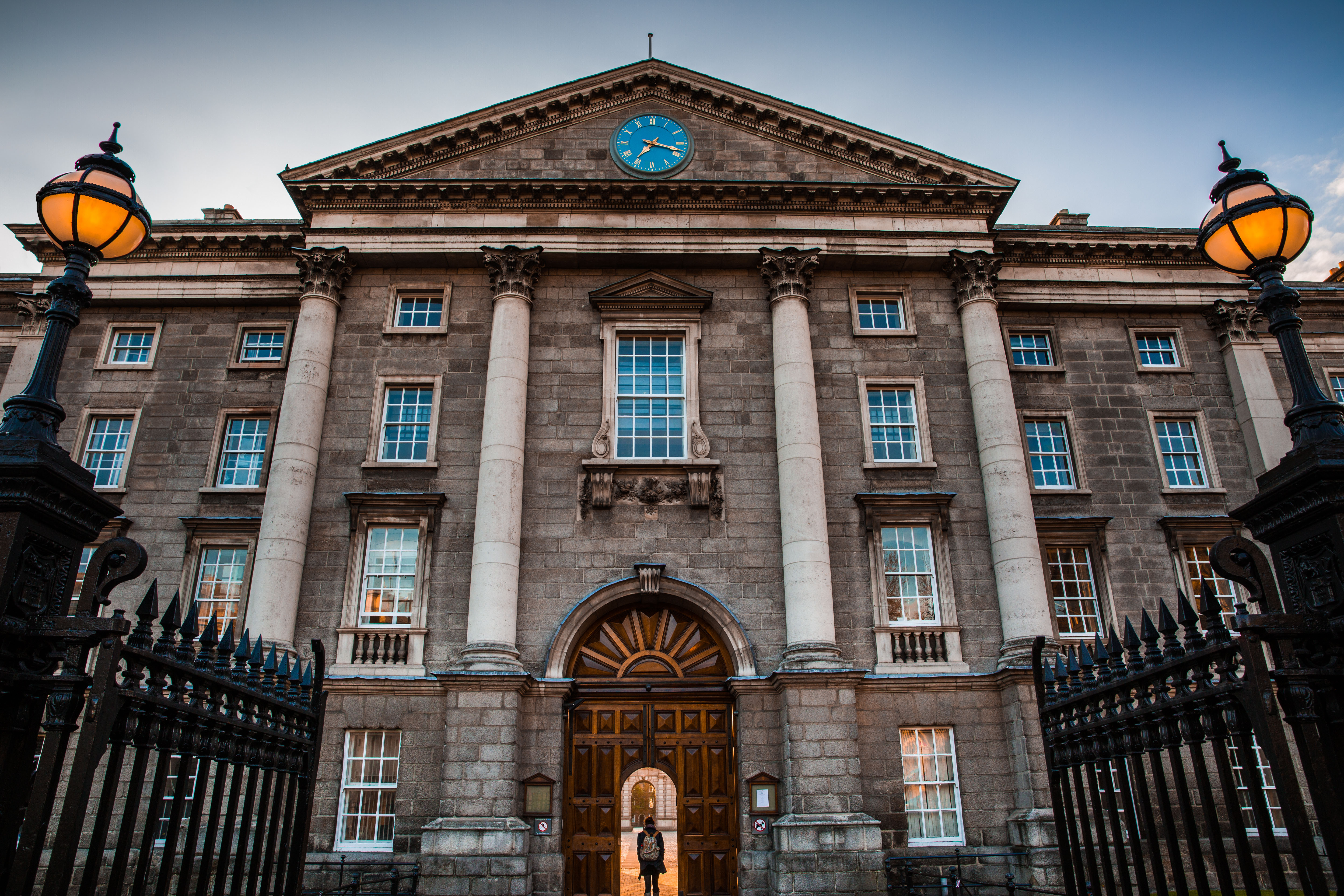
Трініті-коледж, Дублін.

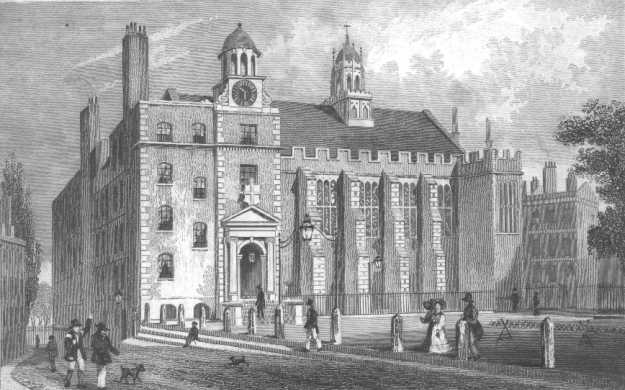
Юридична школа «Мідл Темпл».

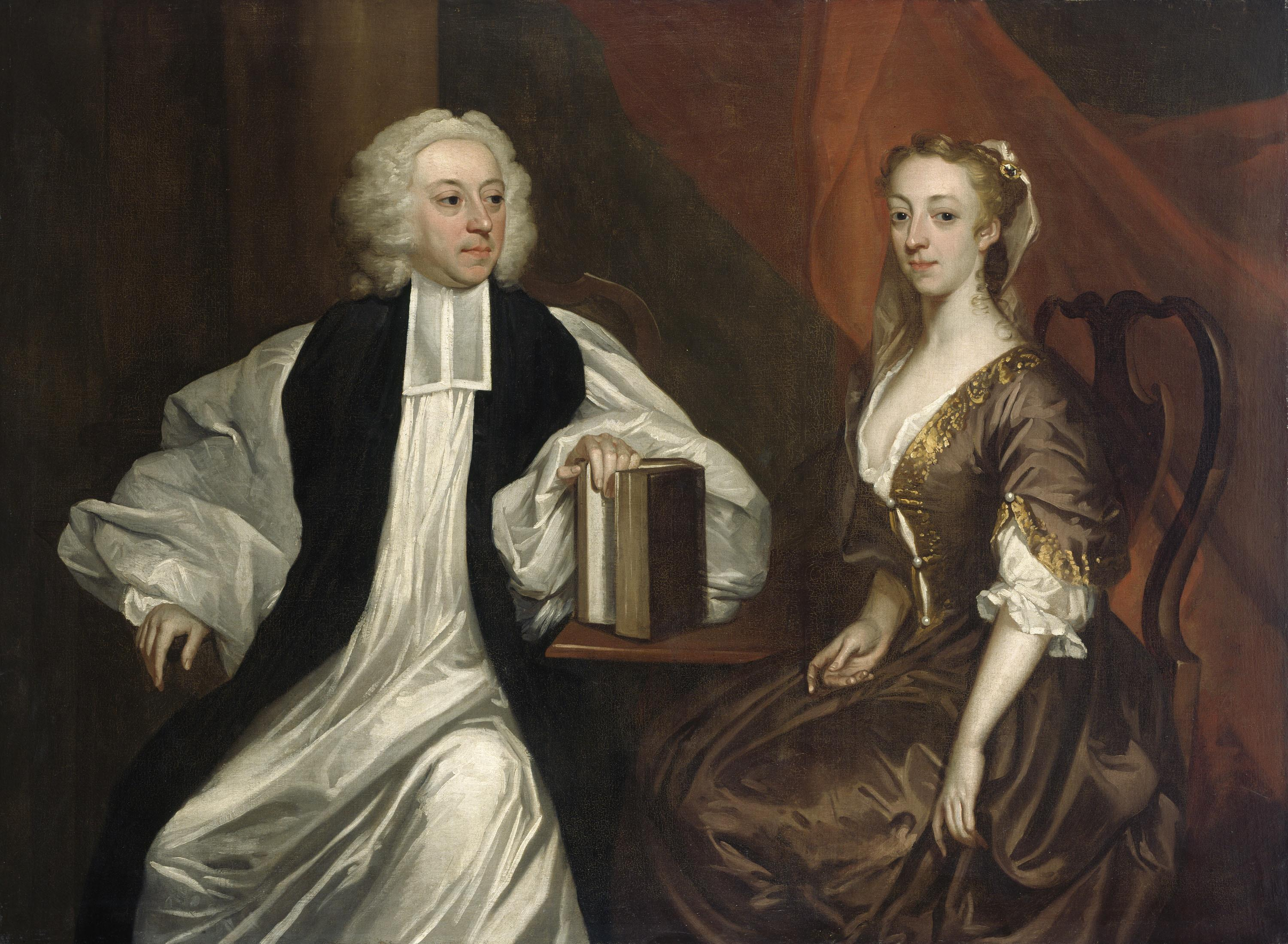
Портрет Роберта Клейтона, єпископа Корка і Росса, і його дружини Кетрін, дочки Неемії Доннеллана.

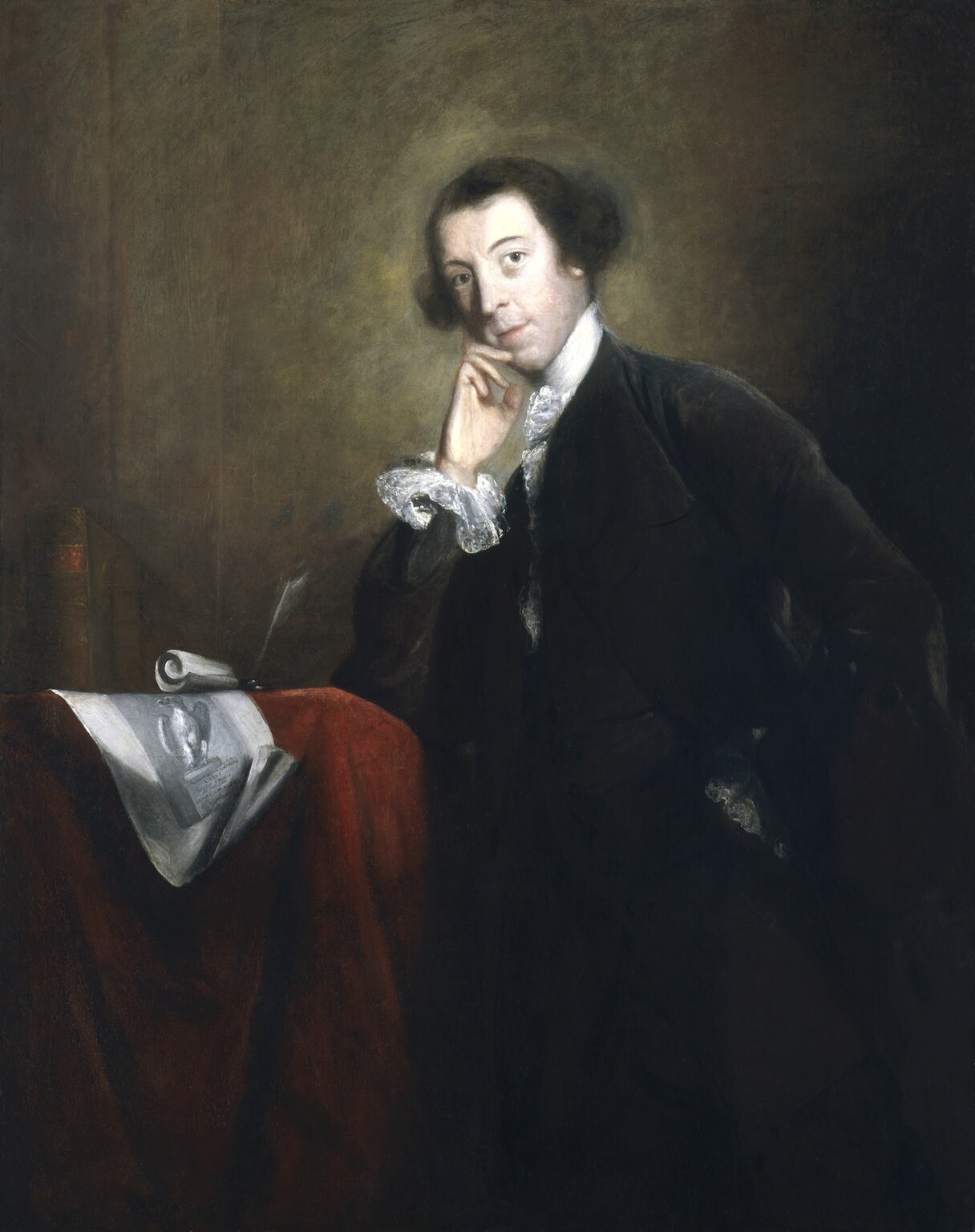
Горас Волпол (1717—1797)

Нехемія Доннеллан (англ. Nehemiah Donnellan, 1649 — 25 грудня 1705) — відомий ірландський юрист, суддя, політик, барон казначейства Ірланії, депутат парламенту Ірландії, уповноважений охоронець Великої Державної Печатки Ірландії в 1696—1697 роках.

## Життєпис

### Походження
Нехемія Доннеллан був сином сера Джеймса Доннеллана, головного судді Спільної судової палати Ірландії, і онуком Нехемії Доннеллана, архієпископа Туам та Елізабет О'Доннелл. Його матір'ю була Сара Вілер, дочка Джонаса Вілера, єпископа Оссорі, та його дружини Марти Такер. Сара Вілер була вдовою Метью Тірелла, мера Дубліна.

### Ранні роки
Нехемія Доннеллан закінчив Дублінський Трініті-коледж у 1666 році. Хоча спочатку він мав намір стати військовим, натомість він вирішив зробити юридичну кар'єру й вступив до юридичної школи «Міддл Темпл» у 1669 році. Нехемія Доннеллан був винятково некерованим студентом: його оштрафували за поламані двері та за азартні ігри на Різдво. Приблизно в 1672 році Нехемія Доннеллан почав роботу адвоката в Ірландії. У 1677 році він отримав посаду уповноваженого з податкових апеляцій. Після так званої «Славетної революції» 1688 року він, його мати та діти деякий час жили в Англії. Нехемія Доннеллан був призначений на юридичну посаду першого сержанта Ірландії 29 грудня 1692 року. Він був обраний депутатом Палати громад парламенту Ірландії від графства Голвей і був депутатом з 1692 по 1693 рік. У 1693 році він отримав посаду судового реєстратора Дубліна.

### Суддя
У 1695 році він отримав посаду судді в судовій лаві Верховного суду Ірландії. Тоді ж він отримав посаду барона казначейства Ірландії. 31 грудня 1696 року став одним із уповноважених Великої печатки Ірландії до призначення Джона Метуена лорд-канцлером Ірландії в 1697 році. Він став головним бароном казначейства 27 грудня 1703 року, обіймаючи цю посаду до своєї смерті. Вважалося, що його піднесення до судівської лави було частиною зусиль з усунення суддів, яких підозрювали в симпатіях до партії торі або прокатолицьких поглядах. Сам Нехемія Доннеллан належав до давньоірландської родини, яка мала кількох католиків, але він не підозрювався в симпатіях до католицизму. Стосовно його політичних переконань історик Болл досить цинічно говорить, що він вважав за доцільне змінити їх і що він був не більш переконаним вігом, торі. У 1698 році письменник і видавець ірландського походження Джон Дантон під час візиту до Дубліна писав позитивно про тогочасний суд в Ірландії, а про Нехемію Доннеллана сказав, що він належить до людей «чия репутація така, що на них ніхто не скаржиться».

## Родина
Нехемія Доннеллан двічі одружувався. Мало відомо про його першу дружину, яка померла до 1688 року, залишивши сина Джеймса та дочку. Вдруге він одружився з Мартою Ашер, дочкою Крістофера Ашера, яка пережила його на багато років (кажуть, що вони розлучилися), і була другою дружиною Філіпа Персеваля, братом І графа Егмонт. У Неемії та Марти було двоє синів, Неемія, депутат від Тіпперері, і Крістофер, а також дві доньки, Кетрін та Енн (померла 1762 р.). Його доньку Енн пам'ятають як подругу провідних ірландських письменників свого часу, а також за заснування лекцій Доннеллана в Трініті-коледжі Дубліна. Її сестра Кетрін вийшла заміж за Роберта Клейтона, єпископа Корка і Росс. Художниця та авторка листів Мері Делані написала невтішний ескіз про те, як Кетрін «виглядає як королева» після того, як її чоловіка зробили єпископом. Можливо, вона пошкодувала про його підвищення, оскільки його релігійні погляди були настільки неортодоксальними, що викликали сумніви щодо того, чи він взагалі християнин. Горас Волпол недоброзичливо сказав, що твори Клейтона, здавалося, були розраховані на знищення чиєїсь християнської віри, і, здається, лише його раптова смерть у 1758 році запобігла розслідуванню звинуваченнями його в єресі його колегами-єпископами.